# Amedeo Belgický
Princ Amedeo Belgický, vévoda Rakouský-Este (Amedeo Marie Joseph Carl Pierre Philippe Paola Marcus d'Aviano; * 21. února 1986, Woluwe-Saint-Lambert, Belgie) je vnuk krále Alberta II. Belgického a tudíž člen belgické královské rodiny. Je také budoucí hlavou rodu Rakouští-Este, mladší větve Habsbursko-lotrinské dynastie, a je šestý v linii následnictví na belgický a zároveň i na český trůn.

## Narození a rodina
Amedeo se narodil 21. února 1986 ve Fakultní nemocnici Saint-Luc ve Woluwe-Saint-Lambert v Belgii jako první dítě a nejstarší syn arcivévody Lorenza Rakouského d'Este a princezny Astrid Belgické. Jméno dostal po svém prapradědečkovi princi Amedeovi, vévodovi z Aosty. Jeho kmotry jsou jeho strýc z matčiny strany, král Filip Belgický, a jeho babička, královna Paola Belgická.
Sám Amedeo je kmotrem své sestřenice, princezny Elisabeth, vévodkyně brabantské. Amedeo má jednoho mladšího bratra Joachima (1991) a tři mladší sestry; Marii Lauru (1988), Luisu Marii (1995) a Laetitiu Marii (2003).
Byl pokřtěn a sezdán arcibiskupem z Mechelen-Bruselu, kardinálem Danneelsem.

## Vzdělání a kariéra
Základní a část středního vzdělání získal na jezuitské škole Sint-Jan Berchmanscollege (založena 1604) v Bruselu, populární u belgické aristokracie a královské rodiny. Svá středoškolská studia dokončil na Sevenoaks School v Kentu (2001–2004). Poté strávil rok na belgické Královské vojenské akademii. V září 2005 začal studovat na London School of Economics, kde roku 2008 získal titul BSc v oboru management. Před vstupem do profesního života si vzal volno.
Od července 2009 do června 2012 pracoval Amedeo pro společnost Deloitte v New Yorku, prvně jako obchodní analytik (2009–2011) a poté jako konzultant managementu ve strategii a provozu (červenec 2011 – červen 2012). Následně (červen až srpen 2012) pracoval jako stážista v Accumulus Capital Management LLC.
Od roku 2013 pokračoval ve svých studiích na Columbia Business School, kde získal titul MBA. Roku 2014 odešel zpět do Belgie kde v září začal působit ve společnosti McKinsey & Company v Bruselu, zde strávil dva roky. V lednu 2017 odešel do soukromé banky Gutzwiller v Basileji, kde je jeho otec partnerem.

## Manželství
Dne 15. února 2014 oznámil belgický královský dvůr zasnoubení prince Amadea s italskou novinářkou Elisabettou „Lili“ Marií Rosbochovou von Wolkenstein, jedinou dcerou italského filmového producenta Ettora Rosboche von Wolkenstein (* 1945) a jeho manželky, hraběnky Anny Marie „Lilie“ de Smecchia (* 1947), také filmové producentky. Patrilineárně je Elisabetta potomkem rodu Caracciolů, protože její otec je synem prince Filippa Caracciola di Castagneto a baronky Elisabetty Jaworski von Wolkenstein (1915–1959), která byla v době jeho narození vdovou po Ettoru Bernardovi Rosbochovi. (1893–1944).
Amadeo i Elisabetta jsou oba potomky dona Giuseppe Tiberia Ruffo di Calabria-Santapau, 2. knížete z Palazzola, hraběte ze Sinopoli (1627–1683). Prostřednictvím německých knížecích dynastií je jejich nejbližším společným předkem František Albrecht I., kníže z Oettingenu-Spielberku (1663–1737).
Pár byl oddán 5. července 2014 v římské bazilice Panny Marie v Trastevere. Přítomna byla belgické královská rodina (kromě jeho pratety královny Fabioly), členové kadetských větví habsbursko-lotrinské dynastie včetně jeho babičky arcivévodkyně vdovy Markéty Savojské-Aosta a členové dalších dynastií jako princezna Markéta Lucemburská a její manžel princ Nikolaus Lichtenštejnský, princezna Beatrice z Yorku a princ Jean-Christophe Bonaparte. Po svatbě je Elisabetta oslovována jako Její královská Výsost princezna Amedeo Belgický. Pár se po svatbě chystal přestěhovat do Belgie.
Amedeo a Elisabetta mají tři děti:
- arcivévodkyně Anna Astrid Marie Rakouská-Este (* 17. května 2016)[10][11]
- arcivévoda Maximilian Joseph Rakouský-Este (* 6. září 2019)[12]
- arcivévodkyně Alix Rakouská-Este (* 2. září 2023)

## Následnictví na belgický trůn
Roku 1991 získal Amadeo, jeho mladší sourozenci i jeho matka právo následnictví na belgický trůn. Roku 1993 nastoupil na trůn jeho dědeček z matčiny strany Albert II. a on se stal třetím v pořadí v linii následnictví belgického trůnu po svém strýci Filipovi, vévodovi brabantskému, a své matce. Poté, co roku 1999 se princ Filip oženil se Amadeova šance na trůn snížila. Roku 2001 po narození princezny Elisabeth se posunul na 4. místo a po narození dalších dětí prince Filipa se posunul až na 7. místo. Po abdikaci krále Alberta dne 21. července 2013 se princ Amadeo stal 6. v pořadí na belgický trůn.
Ačkoli oznámení o zasnoubení Amedea bylo zveřejněno na webových stránkách královské rodiny, nebylo před jeho svatbou zveřejněno žádné dynastické povolení k jeho sňatku, jak stanovuje článek 85 belgické ústavy. V listopadu 2015 byl v Moniteur Belge zveřejněn královský dekret vyjadřující zpětné svolení krále Filipa k sňatku bez konzultace s legislativními komorami a v rozporu s článkem 85 belgické ústavy.

## Tituly a oslovení
- 21. února 1986 – 2. prosince 1991: Jeho císařská a královská Výsost arcivévoda Amedeo Rakouský-d'Este, královský princ uherský a český
- 2. prosince 1991 – 7. února 1996: Jeho císařská a královská Výsost princ Amedeo Belgický, arcivévoda Rakouský-d'Este, královský princ uherský a český
- od 7. února 1996: Jeho císařská a královská Výsost princ Amedeo Belgický, arcivévoda Rakouský-d'Este, královský princ uherský a český, princ modenský

Všechny děti princezny Astrid a arcivévody Lorenza nesou titul „princ/ezna belgický/á“ díky belgickému královskému výnosu ze dne 2. prosince 1991.

## Vývod z předků
|                 |                         |  |                    |                                      |  |  |  |  |  |  |  | Ota František Josef Rakouský |
|                 |                         |  |                    |                                      |  |  |  |  |  |  |  |                              |
|                 | Karel I.                |  |                    |                                      |  |  |  |  |  |  |  |                              |
|                 |                         |  |                    |                                      |  |  |  |  |  |  |  |                              |
|                 |                         |  |                    | Marie Josefa Saská                   |  |  |  |  |  |  |  |                              |
|                 |                         |  |                    |                                      |  |  |  |  |  |  |  |                              |
|                 | Robert Rakouský-d'Este  |  |                    |                                      |  |  |  |  |  |  |  |                              |
|                 |                         |  |                    |                                      |  |  |  |  |  |  |  |                              |
|                 |                         |  |                    | Robert I. Parmský                    |  |  |  |  |  |  |  |                              |
|                 |                         |  |                    |                                      |  |  |  |  |  |  |  |                              |
|                 | Zita Bourbonsko-Parmská |  |                    |                                      |  |  |  |  |  |  |  |                              |
|                 |                         |  |                    |                                      |  |  |  |  |  |  |  |                              |
|                 |                         |  |                    | Marie Antonie z Braganzy             |  |  |  |  |  |  |  |                              |
|                 |                         |  |                    |                                      |  |  |  |  |  |  |  |                              |
|                 | Lorenz Rakouský d'Este  |  |                    |                                      |  |  |  |  |  |  |  |                              |
|                 |                         |  |                    |                                      |  |  |  |  |  |  |  |                              |
|                 |                         |  |                    | Emanuele Filiberto di Savoia-Aosta   |  |  |  |  |  |  |  |                              |
|                 |                         |  |                    |                                      |  |  |  |  |  |  |  |                              |
|                 | Amedeo Savojsko-Aostský |  |                    |                                      |  |  |  |  |  |  |  |                              |
|                 |                         |  |                    |                                      |  |  |  |  |  |  |  |                              |
|                 |                         |  |                    | Helena Orleánská                     |  |  |  |  |  |  |  |                              |
|                 |                         |  |                    |                                      |  |  |  |  |  |  |  |                              |
|                 | Markéta Savojská-Aosta  |  |                    |                                      |  |  |  |  |  |  |  |                              |
|                 |                         |  |                    |                                      |  |  |  |  |  |  |  |                              |
|                 |                         |  |                    | Jan Orleánský, vévoda z Guise        |  |  |  |  |  |  |  |                              |
|                 |                         |  |                    |                                      |  |  |  |  |  |  |  |                              |
|                 | Anna Orleánská          |  |                    |                                      |  |  |  |  |  |  |  |                              |
|                 |                         |  |                    |                                      |  |  |  |  |  |  |  |                              |
|                 |                         |  |                    | Isabela Orleánská                    |  |  |  |  |  |  |  |                              |
|                 |                         |  |                    |                                      |  |  |  |  |  |  |  |                              |
| Amedeo Belgický |                         |  |                    |                                      |  |  |  |  |  |  |  |                              |
|                 |                         |  |                    |                                      |  |  |  |  |  |  |  |                              |
|                 |                         |  | Albert I. Belgický |                                      |  |  |  |  |  |  |  |                              |
|                 |                         |  |                    |                                      |  |  |  |  |  |  |  |                              |
|                 | Leopold III. Belgický   |  |                    |                                      |  |  |  |  |  |  |  |                              |
|                 |                         |  |                    |                                      |  |  |  |  |  |  |  |                              |
|                 |                         |  |                    | Alžběta Gabriela Bavorská            |  |  |  |  |  |  |  |                              |
|                 |                         |  |                    |                                      |  |  |  |  |  |  |  |                              |
|                 | Albert II. Belgický     |  |                    |                                      |  |  |  |  |  |  |  |                              |
|                 |                         |  |                    |                                      |  |  |  |  |  |  |  |                              |
|                 |                         |  |                    | Karel Švédský                        |  |  |  |  |  |  |  |                              |
|                 |                         |  |                    |                                      |  |  |  |  |  |  |  |                              |
|                 | Astrid Švédská          |  |                    |                                      |  |  |  |  |  |  |  |                              |
|                 |                         |  |                    |                                      |  |  |  |  |  |  |  |                              |
|                 |                         |  |                    | Ingeborg Dánská                      |  |  |  |  |  |  |  |                              |
|                 |                         |  |                    |                                      |  |  |  |  |  |  |  |                              |
|                 | Astrid Belgická         |  |                    |                                      |  |  |  |  |  |  |  |                              |
|                 |                         |  |                    |                                      |  |  |  |  |  |  |  |                              |
|                 |                         |  |                    | Beniamino Tristano Ruffo di Calabria |  |  |  |  |  |  |  |                              |
|                 |                         |  |                    |                                      |  |  |  |  |  |  |  |                              |
|                 | Fulco Ruffo di Calabria |  |                    |                                      |  |  |  |  |  |  |  |                              |
|                 |                         |  |                    |                                      |  |  |  |  |  |  |  |                              |
|                 |                         |  |                    | Laura Mosselmanová du Chenoy         |  |  |  |  |  |  |  |                              |
|                 |                         |  |                    |                                      |  |  |  |  |  |  |  |                              |
|                 | Paola Belgická          |  |                    |                                      |  |  |  |  |  |  |  |                              |
|                 |                         |  |                    |                                      |  |  |  |  |  |  |  |                              |
|                 |                         |  |                    | Augusto Gazelli di Rossana           |  |  |  |  |  |  |  |                              |
|                 |                         |  |                    |                                      |  |  |  |  |  |  |  |                              |
|                 | Luisa Gazelliová        |  |                    |                                      |  |  |  |  |  |  |  |                              |
|                 |                         |  |                    |                                      |  |  |  |  |  |  |  |                              |
|                 |                         |  |                    | Maria Rignonová                      |  |  |  |  |  |  |  |                              |
|                 |                         |  |                    |                                      |  |  |  |  |  |  |  |                              |